# Immaginario collettivo
L'immaginario collettivo (o generale) è un insieme di simboli e concetti presenti nella memoria e nell'immaginazione di una molteplicità di individui appartenenti a una certa comunità, e che dà forma alla memoria collettiva.

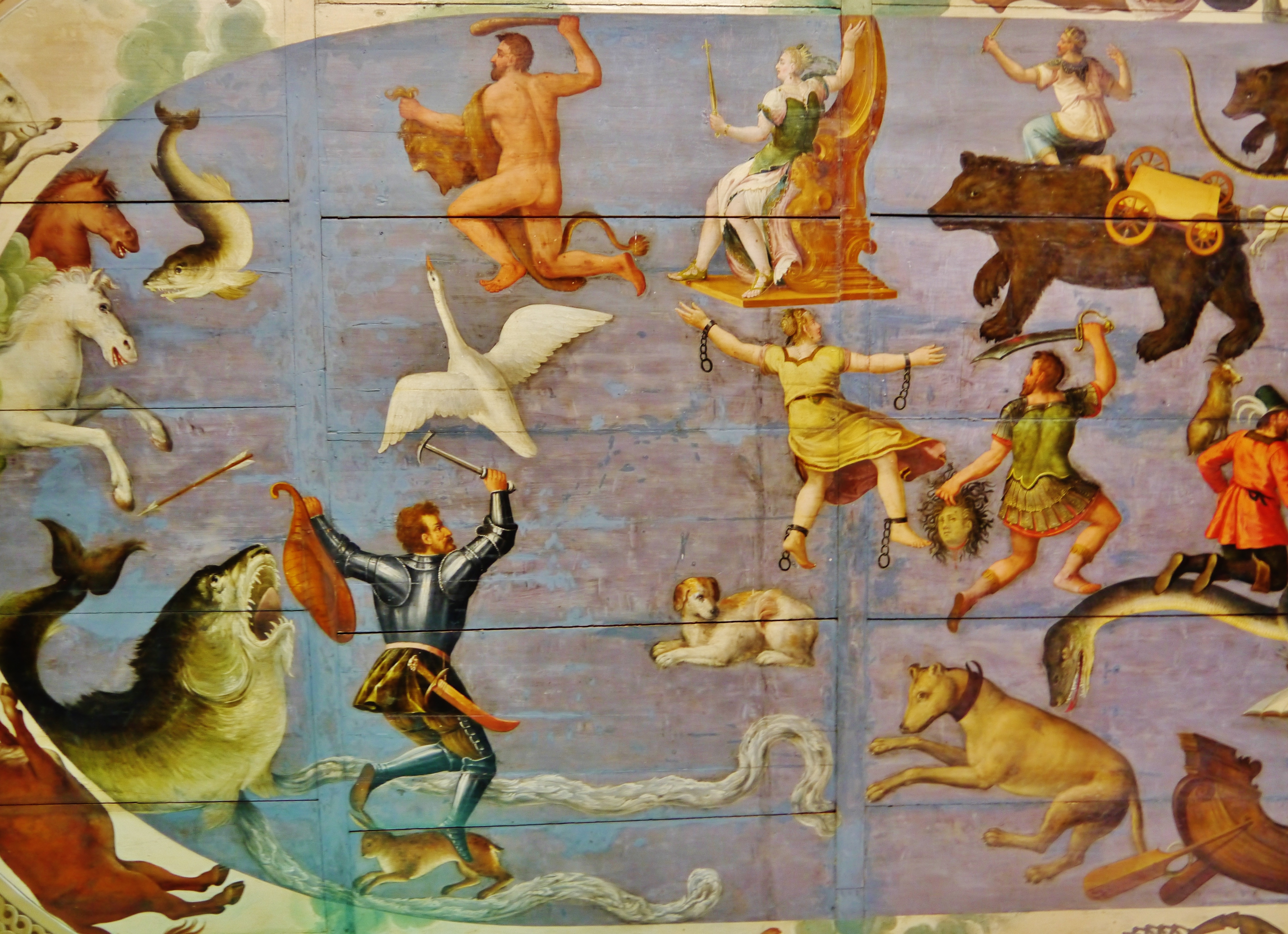
Le costellazioni raffigurate secondo l'immaginario dell'epoca in forma di esseri mitologici sul soffitto del castello di Ambras, ad Innsbruck, dal pittore Giambattista Fontana (1586).

Secondo Alberto Abruzzese si tratta di «una definizione pubblicisticamente assai fortunata, per quanto metodologicamente ancora assai poco elaborata e incerta. […] È un termine che deve molto alle analisi sull'immaginazione e sull'immaginario sviluppate da Sartre, Lacan e Bachelard e, in particolare, laddove il campo d'indagine si è concentrato sulle mitologie e i simboli che sono il patrimonio genetico delle forme di rappresentazione di un sistema sociale.
Ma l'immaginario collettivo trova un suo punto di appoggio materiale, un suo luogo di riferimento, una sua dimostrazione nei modi stessi di esprimersi dell'industria culturale. Ne è divenuto infatti il sinonimo più in uso, per certi aspetti subentrando al termine più autorevolmente filosofico e mitteleuropeo di spirito del tempo».

## Alcune distinzioni
La nozione di immaginario collettivo è ormai entrata nell'uso comune.

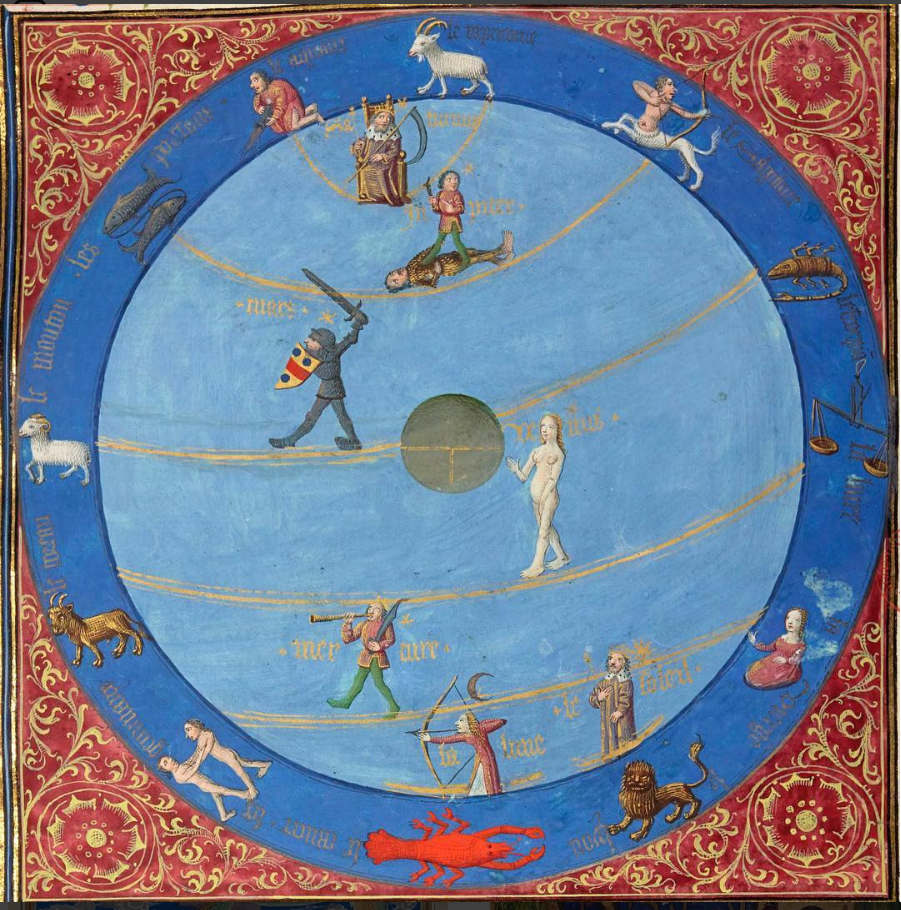
Illustrazione delle caratteristiche dei sette pianeti classici dell'astrologia e dei dodici segni zodiacali, elevati al rango di archetipi universali nel trattato medievale De proprietatibus rerum di Bartolomeo Anglico, folio 169 retro.

Bisognerebbe tuttavia operare alcune distinzioni. In primo luogo, andrebbe chiarito se i materiali mnemonici e/o simbolici dell'immaginario siano provenienti da un retaggio effettivamente comune all'umanità, il cui significato rientrerebbe ad esempio in quelli che sono definiti archetipi (per la loro valenza universale), oppure se siano il risultato di tradizioni specifiche di un determinato luogo (in tal caso occorrerebbe individuarne i caratteri storici, il modo in cui si sono determinati, ecc.), o ancora se siano nuove formazioni culturali prodotte dall'informazione generalizzata.
D'altra parte, la nozione di immaginario collettivo si presta anche ad ogni sorta di distorsioni e pregiudizi. La lotta illuministica contro gli "idoli" da un certo punto di vista potrebbe definirsi appunto come un'operazione di "bonifica" delle paludi concettuali, o pseudo tali, ossia del patrimonio di credenze e superstizioni condivise da una moltitudine in modo irriflesso ed acritico.
Una considerazione scientifica della nozione di immaginario collettivo si concentrerebbe in tal senso sulle profonde differenze esistenti fra una sua ambigua nozione e quella assai più impegnativa ed interessante di "mito". Importanti ricerche al riguardo sono state svolte dallo psicanalista Jung in relazione al tema dell'inconscio collettivo.
Ulteriori riflessioni sulla questione dell'immaginario collettivo devono tenere conto di alcuni testi classici (di orientamento peraltro contrastante) come quelli di Walter Benjamin, Theodor Adorno, Martin Heidegger, Hans Sedlmayr. Fra le analisi più recenti vanno citate quelle, essenziali, di Michel Foucault, Jean Baudrillard, Bernard-Henri Lévy. I saggi di Furio Jesi rimandano invece alle ambiguità del rapporto fra il mito e il suo utilizzo tecnicizzato.

## Definizioni
Le radici del moderno concetto di immaginario collettivo possono essere ricondotte al libro di Jean-Paul Sartre del 1940 L'Imaginaire: psychologie phenomenologique de l'imagination in cui Sartre discute il suo concetto di immaginazione e la natura della coscienza umana. I pensatori successivi hanno esteso le idee di Sartre nei regni della filosofia e della sociologia.
Per John Thompson l'immaginario collettivo è "la dimensione creativa e simbolica del mondo sociale, la dimensione attraverso la quale gli esseri umani creano i loro modi di vivere insieme e i loro modi di rappresentare la loro vita collettiva".
Per Manfred Steger e Paul James "gli immaginari collettivi sono convocazioni modellate dell'insieme sociale. Queste modalità di comprensione radicate forniscono parametri in gran parte pre-riflessivi entro i quali le persone immaginano la loro esistenza sociale, espressa, ad esempio, nelle concezioni del globale, del nazionale, dell'ordine morale del nostro tempo'”.
John R. Searle usa l'espressione "realtà sociale" piuttosto che "immaginario collettivo".

### Castoriadis
Nel 1975 Cornelius Castoriadis usò il termine nel suo libro L'institution imaginaire de la société, sostenendo che "l'immaginario della società... crea per ogni periodo storico il suo modo singolare di vivere, vedere e fare la propria esistenza". Per Castoriadis «i significati immaginari centrali di una società... sono i lacci che legano insieme una società e le forme che definiscono ciò che, per una data società, è "reale"».
In modo simile, Habermas ha scritto di "l'enorme sfondo di un mondo della vita condiviso inter-soggettivamente... contesti del mondo della vita che hanno fornito il sostegno di un enorme consenso di fondo".

### Lacan
"L'immaginario è presentato da Lacan come uno dei tre ordini intersecanti che strutturano tutta l'esistenza umana, gli altri essendo il simbolico e il reale". 
Lacan rispondeva a "L'Imaginaire", che era il titolo della 'psicologia fenomenologica dell'immaginazione' pubblicata da Sartre nel 1940, dove si fa riferimento all'immagine come forma di coscienza". Lacan ha attinto anche al modo in cui "Melanie Klein spinge indietro i limiti entro i quali possiamo vedere operare la funzione soggettiva dell'identificazione", nel suo lavoro sulla fantasia inconscia, qualcosa esteso dai suoi seguaci all'analisi di come "siamo tutti inclini a essere trascinati in sistemi di fantasia sociale... l'esperienza di essere in un particolare insieme di collettività umane". 
"Mentre è solo nei primi anni dell'infanzia che gli esseri umani vivono interamente nell'Immaginario, esso rimane distintamente presente per tutta la vita dell'individuo". 
L'immaginario come termine lacaniano si riferisce all'illusione e al fascino di un'immagine del corpo come unità coerente, derivante dal rapporto duale tra l'Io e l'immagine speculare o speculare. Questa illusione di coerenza, controllo e totalità non è affatto inutile o irrilevante. "Il termine 'immaginario' è ovviamente affine a 'fittizio' ma nel suo senso lacaniano non è semplicemente sinonimo di immaginario o irreale; al contrario, le identificazioni immaginarie possono avere effetti molto reali".

### Taylor
Il filosofo canadese Charles Taylor usa il concetto di immaginari sociali moderni per esplorare la transizione occidentale dalle norme gerarchiche degli immaginari sociali premoderni all'immaginario collettivo egualitario, orizzontale e ad accesso diretto della modernità. Vede l'ideale rinascimentale di civiltà e di auto-modellazione come una sorta di via di mezzo sulla strada della modernità e della morale moderna. Il moderno immaginario sociale che considera comprende un sistema di sfere interconnesse, tra cui la riflessività e il contratto sociale, l'opinione pubblica e la sfera pubblica di Habermas, l'economia politico/di mercato come forza indipendente e l'autogoverno dei cittadini all'interno di una società come ideale normativo.
Taylor ha riconosciuto l'influenza di Benedict Anderson nella sua formulazione del concetto di immaginario collettivo. Anderson ha trattato la nazione come "una comunità politica immaginata... la nazione, così come il nazionalismo, sono artefatti culturali di un tipo particolare".

## Ontologia
Pur non costituendo una realtà consolidata, l'immaginario collettivo è tuttavia un'istituzione in quanto rappresenta il sistema di significati che governano una data struttura sociale. Questi immaginari devono essere intesi come costrutti storici definiti dalle interazioni dei soggetti nella società. In questo senso, l'immaginario non è necessariamente "reale" in quanto è un concetto immaginato contingente all'immaginazione di un particolare soggetto sociale. Tuttavia, rimane un certo dibattito tra coloro che usano il termine (o i suoi termini associati, come imaginaire) per quanto riguarda lo status ontologico dell'immaginario. Alcuni, come Henry Corbin, interpretano l'immaginario come del tutto reale, mentre altri gli attribuiscono solo una realtà sociale o immaginata.
John R. Searle considerava complessa l'ontologia dell'immaginario collettivo, ma che in pratica «la struttura complessa della realtà sociale è, per così dire, senza peso e invisibile. Il bambino è cresciuto in una cultura in cui semplicemente dà per scontata la realtà sociale... L'ontologia complessa sembra semplice'. Aggiunse la sottile distinzione che la realtà sociale era relativa all'osservatore, e così avrebbe "ereditato quella soggettività ontologica". Ma questa soggettività ontologica non impedisce che le affermazioni sulle caratteristiche relative all'osservatore siano epistemicamente oggettive».

## Tecnologia
Nel 1995 George E. Marcus ha curato un libro dal titolo Technoscientific Imaginaries che esplorava etnograficamente la scienza e la tecnologia contemporanee. Mentre l'immaginario lacaniano è invocato solo indirettamente, l'interazione tra emozione e ragione, desiderio, ordine simbolico e reale viene ripetutamente sondata. Fondamentali per il lato tecnico di questi immaginari sono le modalità di imaging visivo, statistico e rappresentativo che hanno facilitato gli sviluppi scientifici e talvolta hanno indirizzato erroneamente un senso di obiettività e certezza. Tale lavoro accetta che "il significato tecnologico è storicamente fondato e, di conseguenza, si colloca all'interno di un immaginario sociale più ampio".

## Immaginario mediatico
Diversi studiosi e storici dei media hanno analizzato l'immaginario delle tecnologie man mano che emergono, come l'elettricità, i telefoni cellulari, e Internet.

## Immaginario seriale
Una ricerca del 2017 condotta da un team dell'Université Grenoble Alpes propone di sviluppare il concetto di immaginario per capire come esso funziona nel contesto delle opere d'arte seriali.
Questa ricerca, pubblicata su Imaginaire sériel: Les mécanismes sériels à l'oeuvre dans l'acte créatif, si inscrive nella scuola di pensiero di Grenoble di Gilbert Durand, si interroga sull'impatto della serialità sul nostro immaginario e definisce l'immaginario della serialità.
Lo sviluppo di questo concetto permette di comprendere che la capacità di condizionare e organizzare gli interscambi tra esperienza e rappresentazione sia strettamente legata a una procedura basata sulla ripetizione ritmica di uno o più paradigmi in un corpo determinato e coerente, che ne permetta la riproduzione e la variazione.
Le opere d'arte seriali costituiscono quindi un campo di studi privilegiato poiché trasformano questa ripetizione e ridondanza in principi organizzativi. Questa ricerca cerca di illustrare questo concetto di immaginario seriale analizzando la letteratura seriale, le serie televisive, i fumetti, la musica e la danza seriali, ecc.

## Immaginario architettonico
Peter Olshavsky ha analizzato l'immaginario nel campo dell'architettura. Sulla base del lavoro di Taylor, l'immaginario è inteso come una categoria di comprensione della prassi sociale e le ragioni addotte dai designer per dare un senso a queste pratiche.

## Esempi

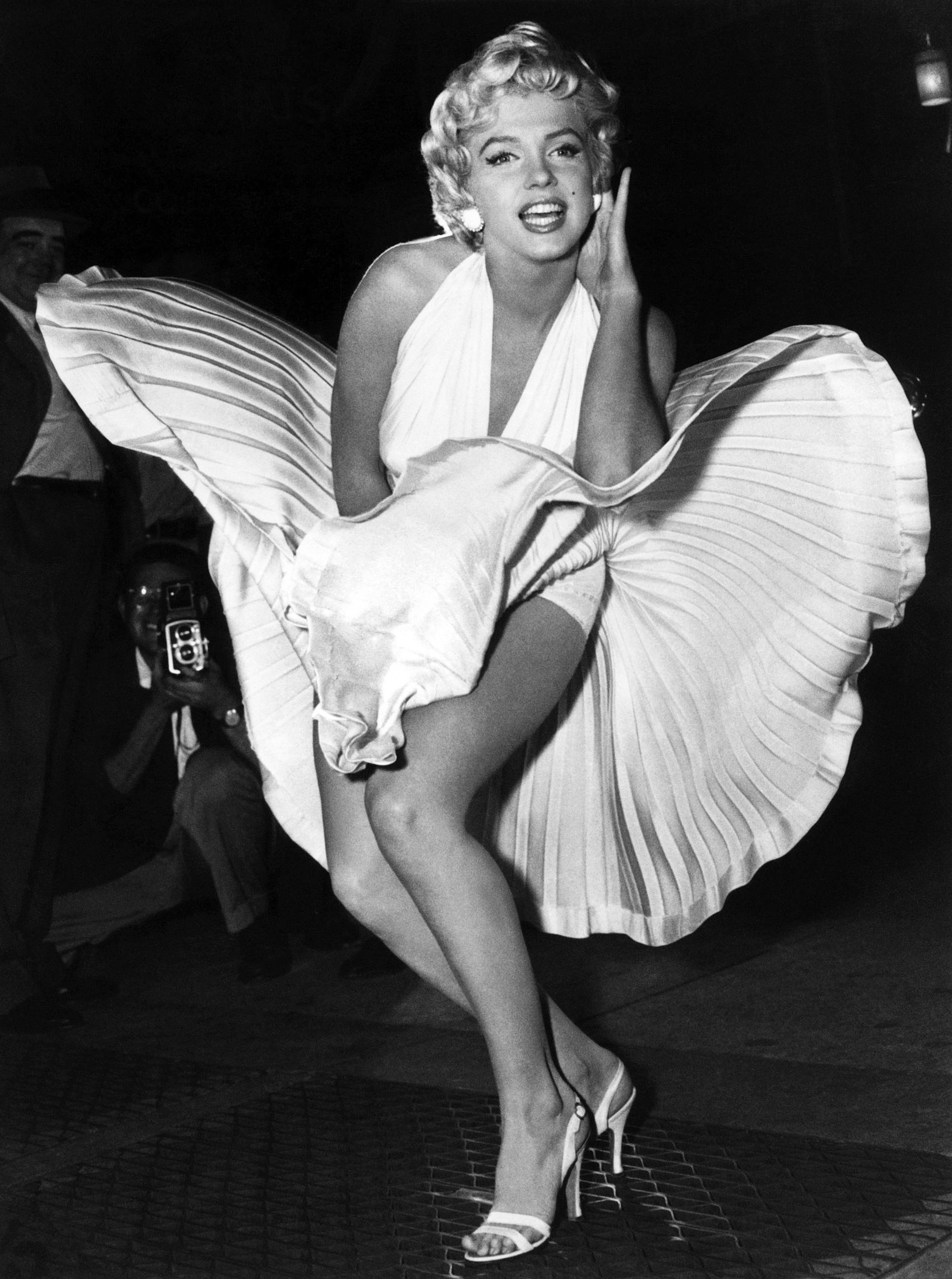
Marilyn Monroe è ricordata spesso nell'immaginario collettivo in questa posa e in generale come simbolo di bellezza.
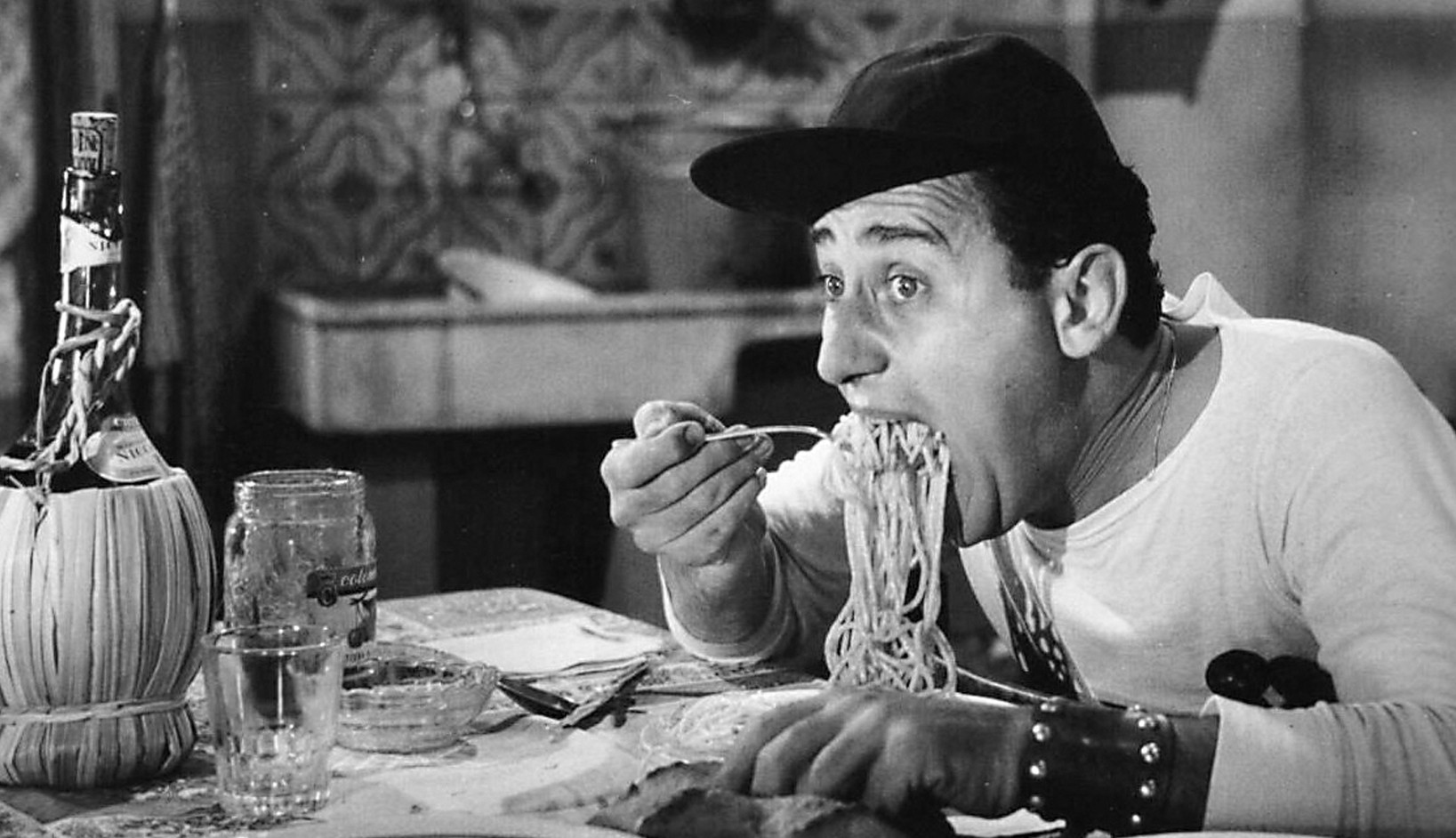
Alberto Sordi è ricordato spesso nell'immaginario collettivo in questa scena.
Questa sagoma è spesso ricordata nell'immaginario collettivo come quella di Mickey Mouse.
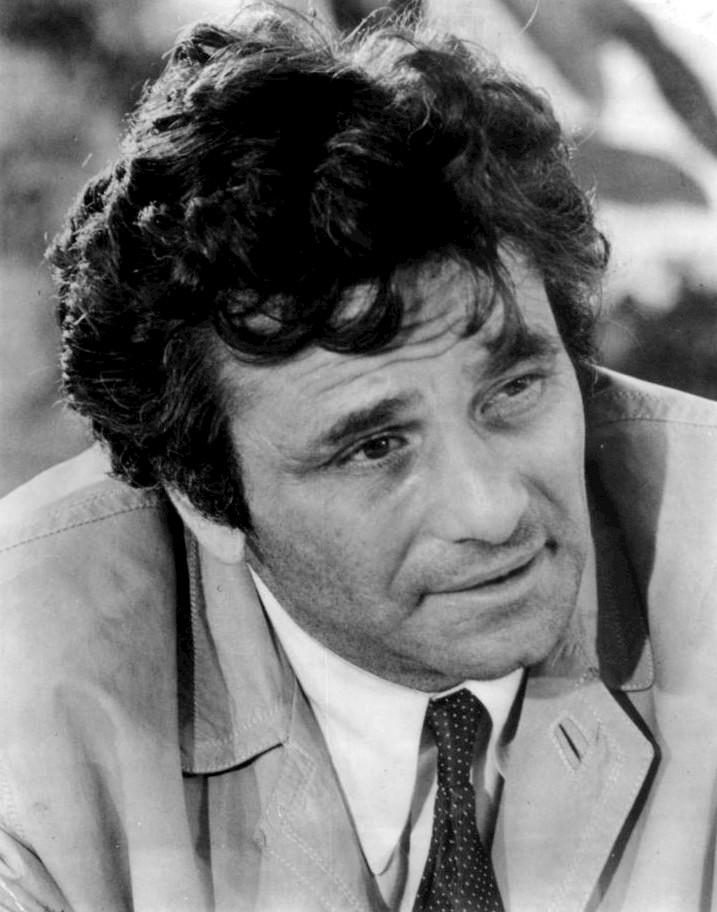
Peter Falk è spesso ricordato nell'immaginario collettivo come il tenente Colombo.
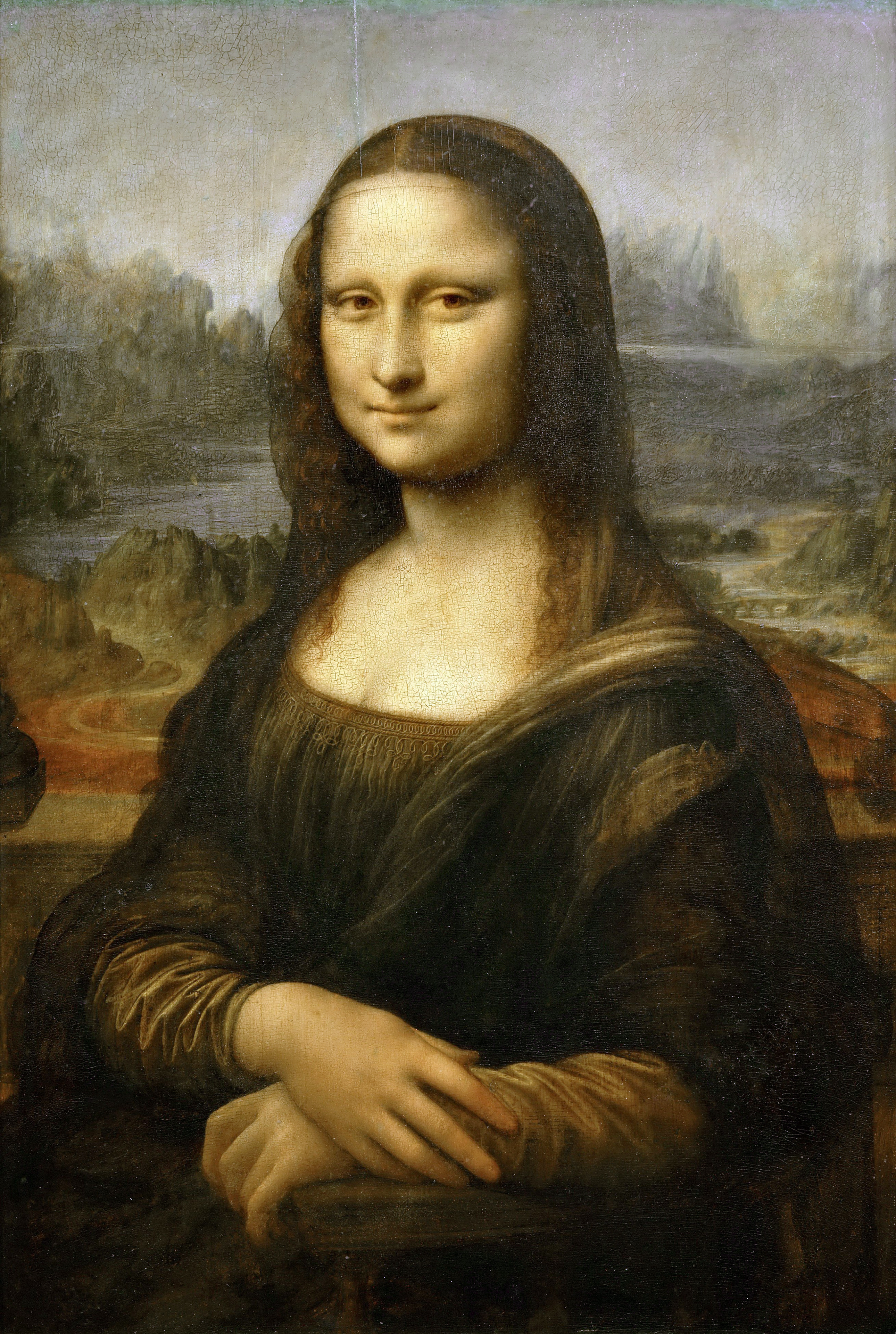
La Gioconda è spesso ricordata nell'immaginario collettivo come la principale opera di Leonardo e in generale l'opera che rappresenta l'arte.
Charlie Chaplin è spesso ricordato nell'immaginario collettivo come il personaggio Charlot e in generale come simbolo del cinema.
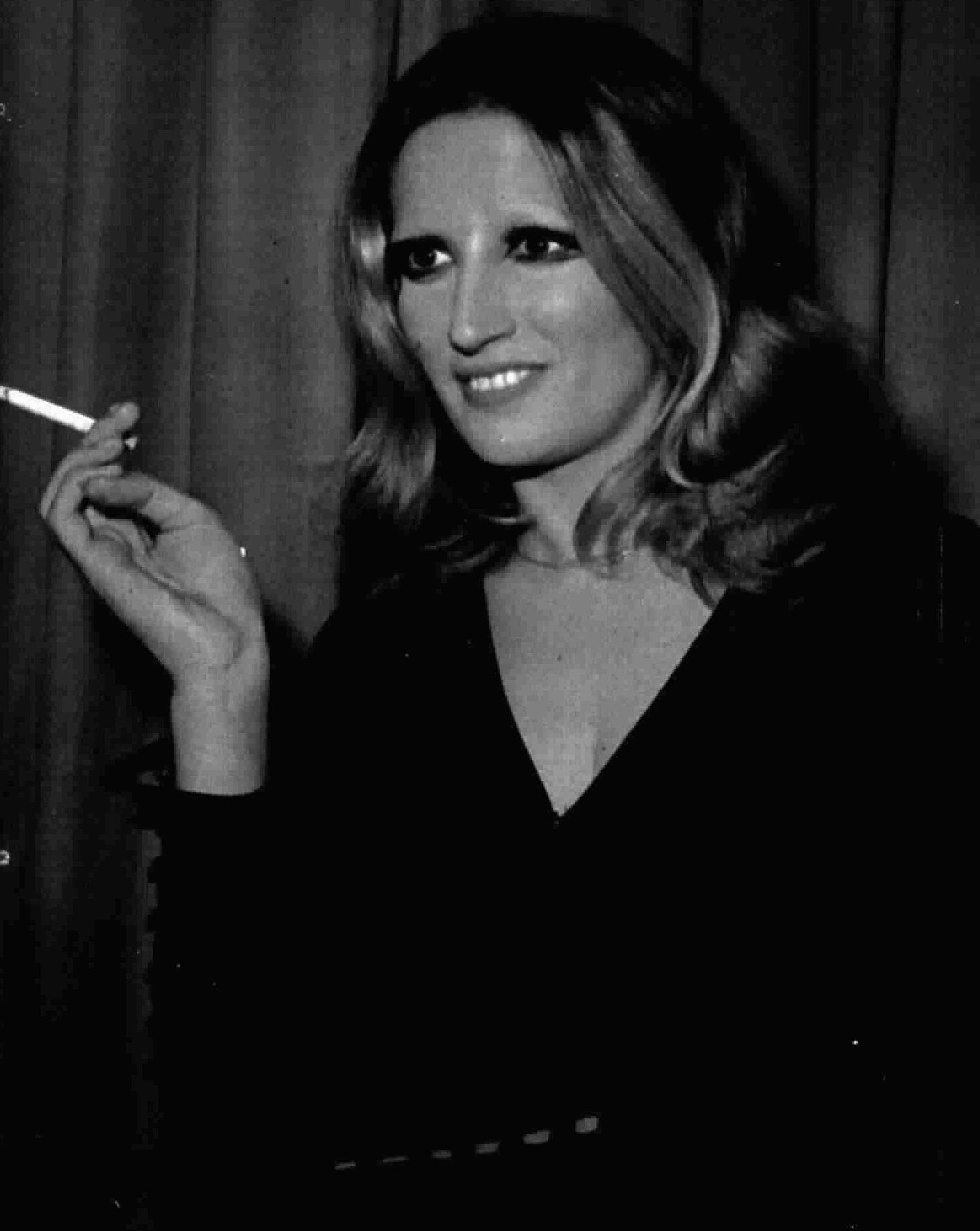
Mina è spesso ricordata nell'immaginario collettivo come simbolo della canzone italiana.
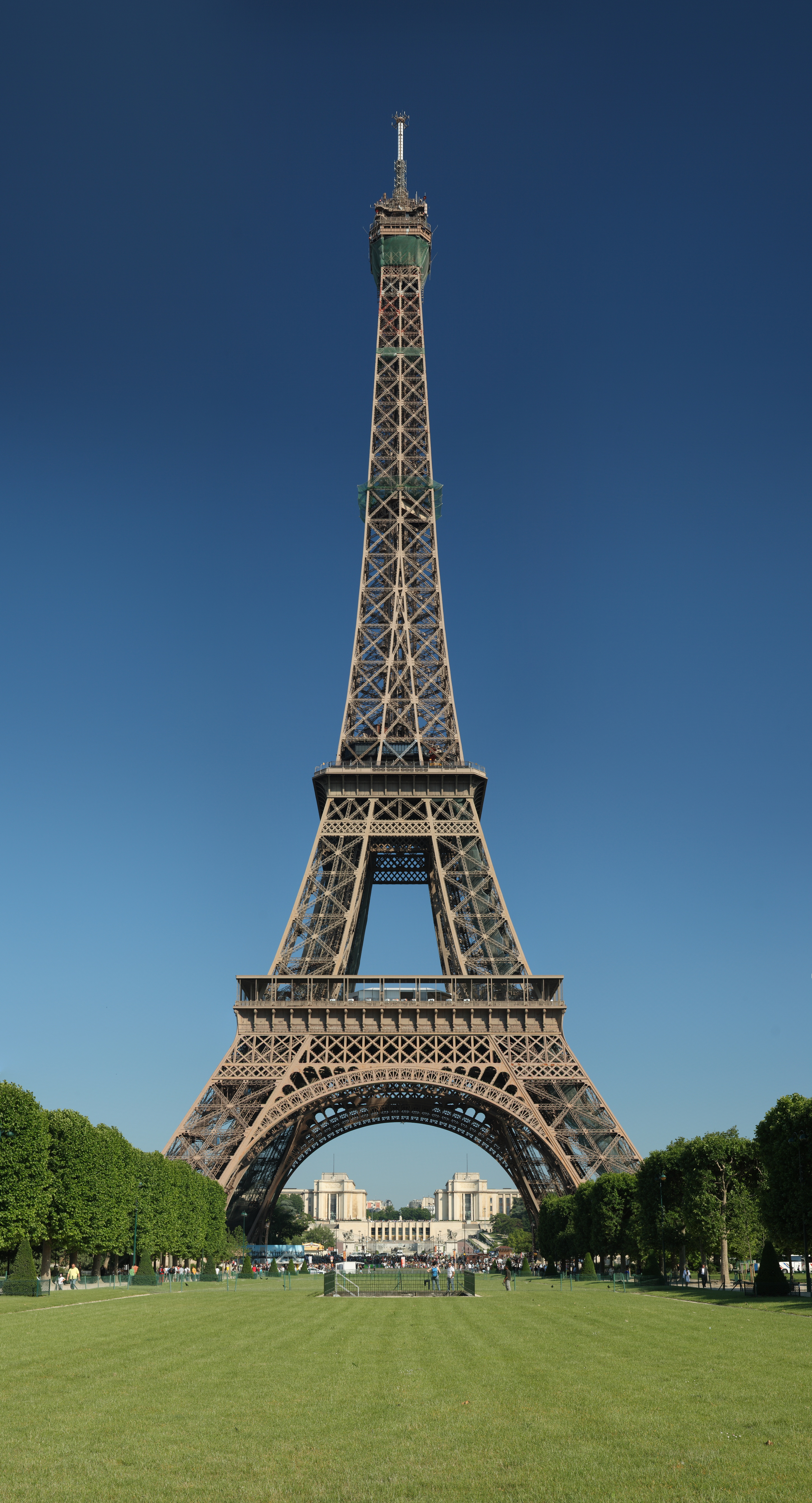
La Tour Eiffel è ricordata nell'immaginario collettivo come simbolo di Parigi e della Francia in generale.
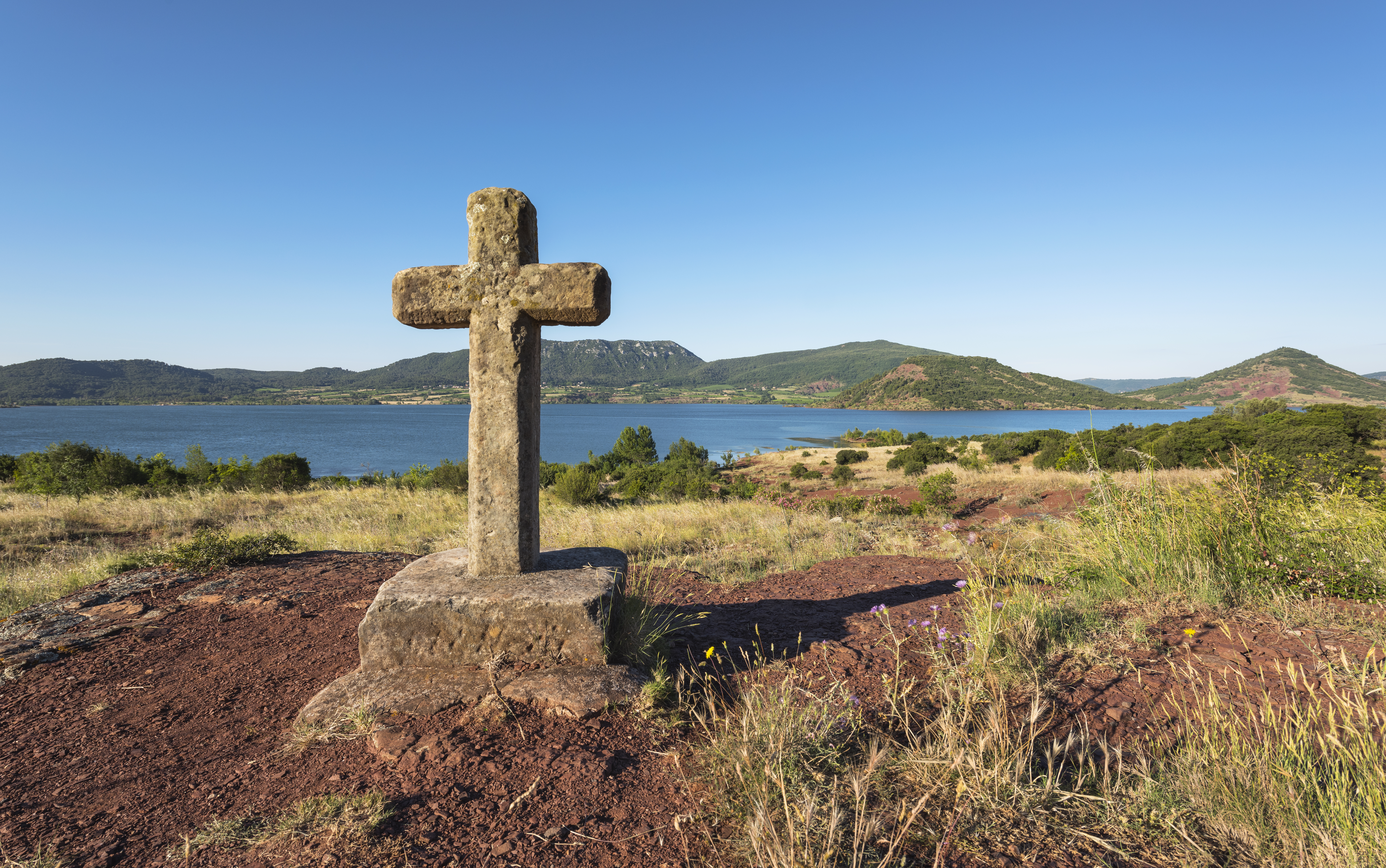
La croce è entrata nell'immaginario collettivo come simbolo della cristianità.
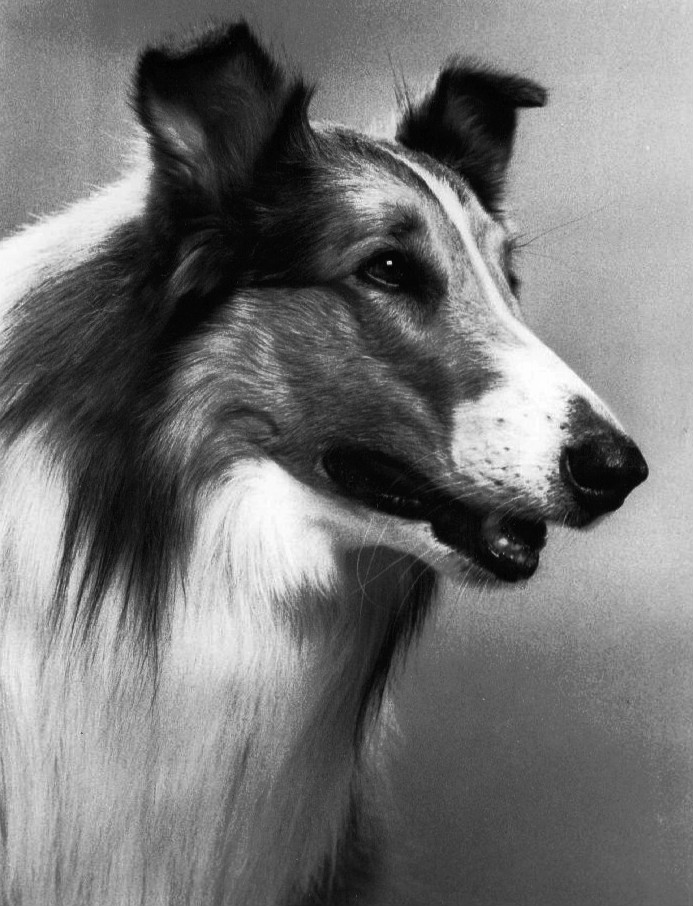
Il Rough Collie è entrato nell'immaginario collettivo come il personaggio di Lassie.
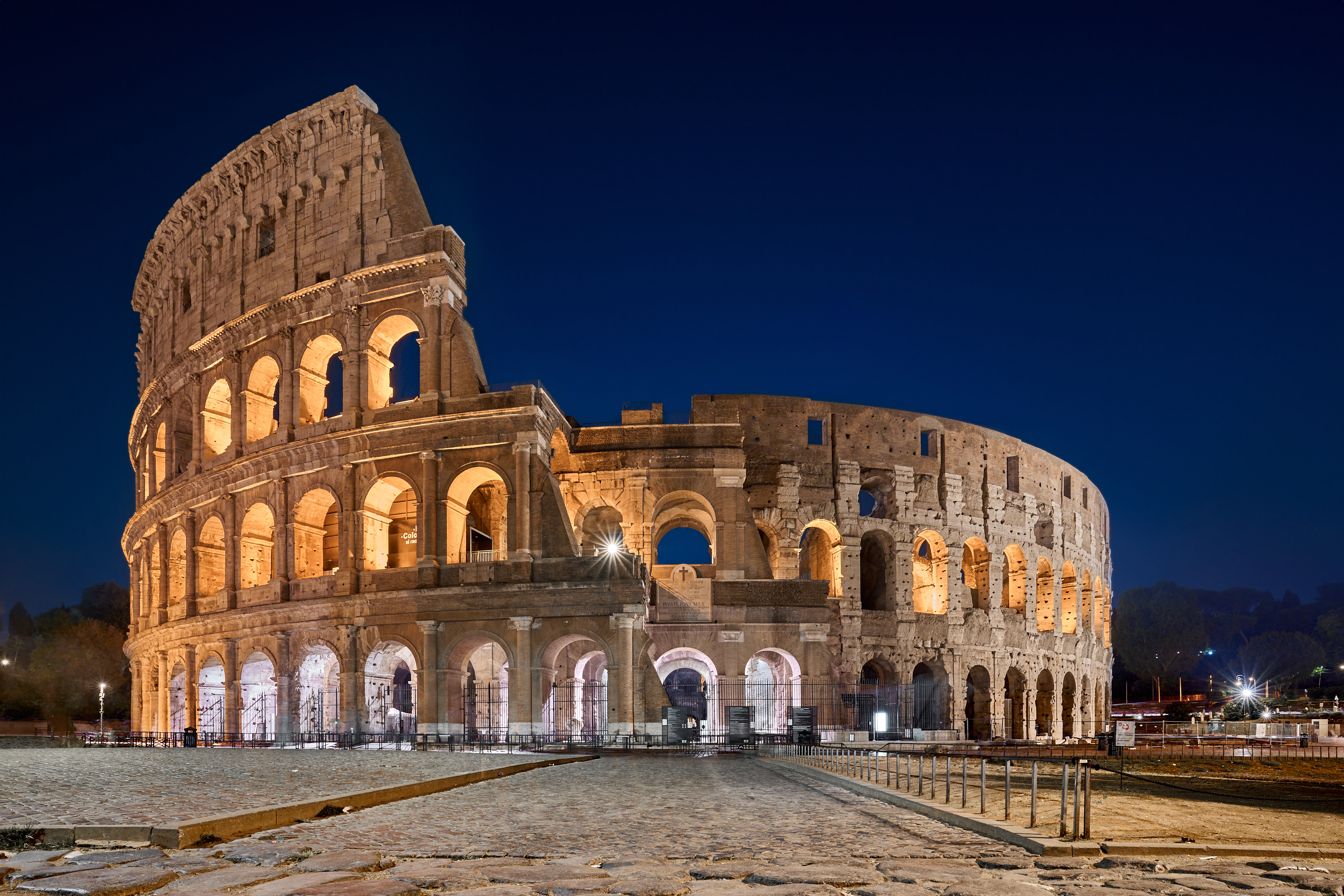
Il Colosseo è entrato nell'immaginario collettivo come il più importante simbolo di Roma.